# 1958 год в литературе
Список событий, связанный с литературой, произошедших в 1958 году.

## События
- Учреждена французская литературная Премия Медичи, традиционно присуждаемая писателям-авангардистам и авторам нового романа.

## Премии

### Международные
- Нобелевская премия по литературе — Борис Пастернак, «За значительные достижения в современной лирической поэзии, а также за продолжение традиций великого русского эпического романа».
- Премия Хьюго — Фриц Лейбер, роман «Большое время» (англ. The Big Time).

### Израиль
- Государственная премия Израиля, за литературу на иврите:
  - Шмуэль Йосеф Агнон;
  - Ицхак Дов Беркович;
  - Яаков Кахан.

### Испания
- Премия Надаля — Хосе Видаль (исп. José Vidal Cadellans) за «No era de los nuestros».

### СССР
- Ленинская премия в области литературы — не присуждалась

### США
- Пулитцеровская премия за художественную книгу — Джеймс Руфус Эйджи, роман «Смерть в семье» (англ. A Death in the Family).
- Пулитцеровская премия за лучшую драму — Кэтти Фрингс, «Взгляни на дом свой, Ангел» (англ. Look Homeward, Angel).
- Пулитцеровская премия за поэзию — Роберт Пенн Уоррен, «Обещания: стихотворения 1954—1956 годов» (англ. Promises: Poems 1954 — 1956).

### Франция
- Гонкуровская премия — Франсис Вальдер, «Сен-Жермен, или Негоциант».
- Премия Ренодо — Эдуар Глисан,«La Lézarde».
- Премия Фемина — Франсуаза Малле-Жори, «L’Empire Céleste».
- Премия Фенеона — Филипп Соллерс, «Жак Бен» (фр. Jacques Bens).
- Премия Медичи — Клод Ольер,«La Mise en scène».

### Япония
- Премия имени Рюноскэ Акутагавы — Кэндзабуро Оэ, «Содержание скотины»(яп. 飼育).

## Книги

### Романы
- «Братья и сёстры» — роман Фёдора Абрамова.
- «В субботу вечером, в воскресенье утром» — роман Алана Силлитоу.
- «Вырывай ростки, истребляй детёнышей» (яп. 芽むしり仔撃ち) — роман Кэндзабуро Оэ.
- «Габриэла, корица и гвоздика» (порт. Gabriela, cravo e canela) — роман Жоржи Амаду.
- «Леопард» (итал. Il Gattopardo) — роман Джузеппе Томази ди Лампедуза.
- «Дело совести» англ. A Case of Conscience) — роман Джеймса Блиша.
- «Доктор Но» (англ. Dr. No) — роман Яна Флеминга.
- «Имею скафандр — готов путешествовать» (англ. Have Space Suit—Will Travel) — роман Роберта Хайнлайна.
- «Испытание невинностью» (англ. Ordeal by innocence) — роман Агаты Кристи.
- «Исход» (англ. Exodus) — роман Леона Юриса.
- «Корпорация „Бессмертие“» (англ. Immortality Inc.) — роман Роберта Шекли.
- «Кто?» — роман Альгиса Будриса.
- «Маска Ктулху» (англ. The Mask of Cthulhu) — роман Августа Уильяма Дерлета.
- «Наш человек в Гаване» (англ. Our Man in Havana) — роман Грэма Грина.
- «Нежданная любовь» (англ. Venetia) — роман Джорджетт Хейер.
- «Обратный ход» (англ. Playback) — роман Рэймонда Чандлера.
- «Северный свет» — роман Арчибальда Джозефа Кронина.
- «Стук мертвеца» (англ. The Dead Man’s Knock) — роман Джона Диксона Карра.
- «Царь должен умереть» (англ. The King Must Die) — роман Мэри Рено.
- «Чочара» — роман Альберто Моравиа.
- «Я слышу голоса» (англ. I Hear Voices) — первый роман Пола Эйблмана.

### Повести
- «В чёрных песках» — повесть казахского писателя Мориса Симашко.
- «Джамиля» (кирг. Жамийла) — повесть Чингиза Айтматова.
- «Завтрак у Тиффани» (англ. Breakfast at Tiffany's) — повесть Трумана Капоте.
- «Извне» — повесть братьев Стругацких.
- «Сердце Змеи» — повесть Ивана Ефремова.
- «Чолпонбай» — повесть Фёдора Самохина.
- «Языки Пао» (англ. The Languages of Pao) — повесть Джона Холбрука Вэнса/

### Малая проза
- «Спонтанный рефлекс» — рассказ братьев Стругацких.

### Пьесы
- «Внезапно прошлым летом» — пьеса Тенесси Уильямса.
- «Последняя плёнка Крэппа» (англ. Krapp’s Last Tape) — пьеса Сэмюэла Беккета.

### Мистические трактаты
- «Роза Мира» — произведение Даниила Андреева.

## Родились
- 8 мая — Родди Дойл, ирландский писатель, драматург и сценарист
- 16 августа — Стив Сем-Сандберг, шведский писатель.

## Скончались
- 4 февраля — Генри Каттнер, американский писатель-фантаст (р. 1915)
- 12 февраля — Корнелиу Пена, бразильский писатель (род. в 1896).
- 24 февраля — Герберт Адамс, английский писатель (род. в 1874).
- 21 марта — Сирил Майкл Корнблат, американский писатель-фантаст (р. 1923)
- 6 апреля — Райнхольд Шнайдер, немецкий писатель и историк культуры (р. 1903).
- 9 апреля — Тугомир Алаупович, хорватский писатель, поэт (род. в 1870)
- 28 июня — Альфред Но́йес, английский поэт и писатель (р. 1880)
- 4 августа — Этель Андерсон, австралийская поэтесса, писательница, эссеистка (род. в 1883).
- 18 сентября — Бхагван Дас, индийский писатель (род. в 1869)
- 24 октября — Джордж Эдвард Мур, английский философ (р. 1873)
- 22 ноября — Михаил Дмитриевич Артамонов, русский и советский поэт (р. 1888)